# Präsidentschaftswahl in Slowenien 2017
Die Präsidentschaftswahl in Slowenien 2017 fand am 22. Oktober 2017 und am 12. November 2017 statt.
43,5 Prozent der Wahlberechtigten nahmen daran teil.
Amtsinhaber Borut Pahor, der als Favorit in die Wahl gegangen war, verfehlte im ersten Wahlgang mit 47,1 % der Stimmen die notwendige absolute Mehrheit; der zweitplatzierte Marjan Šarec erhielt 25 % der Stimmen.
Im zweiten Wahlgang erhielt Pahor 53,1 % der Stimmen. Sein Gegenkandidat Šarec kam auf 46,9 %. Die Wahlbeteiligung lag bei einem Rekord-Tiefstwert von 42,1 %.

## Kandidaten
Der amtierende Staatspräsident Pahor, 2012 für die Sozialdemokraten gewählt, trat als unabhängiger Kandidat an. Als stärkster Herausforderer galt Marjan Šarec, Schauspieler und als unabhängiger Politiker Bürgermeister von Kamnik. Kandidaten der parlamentarischen Opposition waren Ljudmila Novak, Vorsitzende der christdemokratischen Partei Neues Slowenien, und Romana Tomc, Europaparlamentarierin der Slowenischen Demokratischen Partei. Für die liberale SMC, die den Ministerpräsidenten stellt, trat Bildungsministerin Maja Makovec Brenčič an. Zmago Jelinčič, Vorsitzender der nationalistischen SNS, trat (wie bei den beiden letzten Wahlen) ebenfalls an.

## Status
In Slowenien hat der Präsident weitgehend repräsentative Aufgaben; er hat keine Exekutivgewalt. Er schlägt den Ministerpräsidenten vor. Außerdem hat seine Meinung zu wichtigen Themen ein gewisses politisches Gewicht.

## Wahlsystem
Der Staatspräsident wird in direkter und geheimer Wahl vom Volk für eine Amtszeit von fünf Jahren gewählt. Eine anschließende Wiederwahl ist einmalig möglich. Um an der Wahl teilnehmen zu können, muss ein Kandidat die slowenische Staatsbürgerschaft besitzen. Die Wahl wird vom Präsidenten der Staatsversammlung ausgeschrieben und muss spätestens 15 Tage vor Ablauf der Amtszeit des vorigen Präsidenten stattfinden. Als gewählt gilt der Kandidat, der die absolute Mehrheit der Stimmen erhält. Sollte keiner der Kandidaten die absolute Mehrheit der Stimmen erreichen, muss eine Stichwahl zwischen den zwei Kandidaten stattfinden, die die meisten Stimmen erhalten haben. Diese muss innerhalb von 21 Tagen nach dem ersten Wahlgang stattfinden.

## Ergebnisse
| Kandidaten          | Kandidaten           | Parteien                             | 1. Wahlgang | 1. Wahlgang | 2. Wahlgang | 2. Wahlgang |
| Kandidaten          | Kandidaten           | Parteien                             | Stimmen     | %           | Stimmen     | %           |
| ------------------- | -------------------- | ------------------------------------ | ----------- | ----------- | ----------- | ----------- |
|                     | Borut Pahor          | Parteilos (Socialni demokrati)       | 355.117     | 47,2        | 378.307     | 53,1        |
|                     | Marjan Šarec         | Liste Marjan Šarec                   | 186.235     | 24,8        | 334.239     | 46,9        |
|                     | Romana Tomc          | Slovenska demokratska stranka        | 102.925     | 13,7        |             |             |
|                     | Ljudmila Novak       | Nova Slovenija – Krščanski demokrati | 54.437      | 7,2         |             |             |
|                     | Andrej Šiško         | Gibanje zedinjena Slovenija          | 16.636      | 2,2         |             |             |
|                     | Boris Popovič        | Slovenija za vedno                   | 13.559      | 1,8         |             |             |
|                     | Maja Makovec Brenčič | Stranka modernega centra             | 13.052      | 1,7         |             |             |
|                     | Suzana Lara Krause   | Slovenska ljudska stranka            | 5.885       | 0,8         |             |             |
|                     | Angelca Likovič      | Glas za otroke in družin             | 4.418       | 0,6         |             |             |
| Gesamt              | Gesamt               | Gesamt                               | 752.264     | 100         | 712.546     | 100         |
|                     |                      |                                      |             |             |             |             |
| Ungültige Stimmen   | Ungültige Stimmen    | Ungültige Stimmen                    | 5.634       | 0,7         | 9.255       | 1,3         |
| Wähler              | Wähler               | Wähler                               | 757.898     | 44,2        | 721.801     | 42,1        |
| Wahlberechtigte     | Wahlberechtigte      | Wahlberechtigte                      | 1.713.762   |             | 1.713.473   |             |
|                     |                      |                                      |             |             |             |             |
| Quelle: Uradni list |                      |                                      |             |             |             |             |